# Mercedes 28/95 PS
Mercedes 28/95 PS är en personbil, tillverkad av den tyska biltillverkaren Daimler-Motoren-Gesellschaft mellan 1914 och 1924.

## Mercedes 28/95 PS
Typ 28/95 PS ersatte den fyrcylindriga 37/95 PS som företagets största modell, en "Großer Mercedes" innan namnet slagit an. Paul Daimler hade konstruerat en sexcylindrig motor med överliggande kamaxel efter modell av flygmotorn Daimler DF 80. Motorn hade separatgjutna cylindrar och ventilstyrningen låg öppen utan täckkåpa. Ventilerna var placerade i V-form och manövrerades av kamaxeln via vipparmar. Kamaxeln drevs från vevaxelns främre ände via kamskaft. Bilen hade spetskylare och kunde levereras med avgasrör som stack ut genom motorhuven, ett designgrepp som senare återkom på Mercedes-Benz kompressormodeller. DMG hann bara bygga 25 exemplar innan första världskriget stoppade tillverkningen.
1920 återupptogs produktionen. Motorn hade modifierats och hade nu pargjutna cylindrar och ventilstyrningen täcktes av ventilkåpor. Trots att bilen var avsedd som DMG:s största representationsvagn gjorde den avancerade motorn modellen konkurrenskraftig som tävlingsbil. Från 1921 erbjöds även modellen 28/95 PS Sport med kortare hjulbas och fyrhjulsbromsar. 1922 vann den en klasseger i Targa Florio.

## Motor

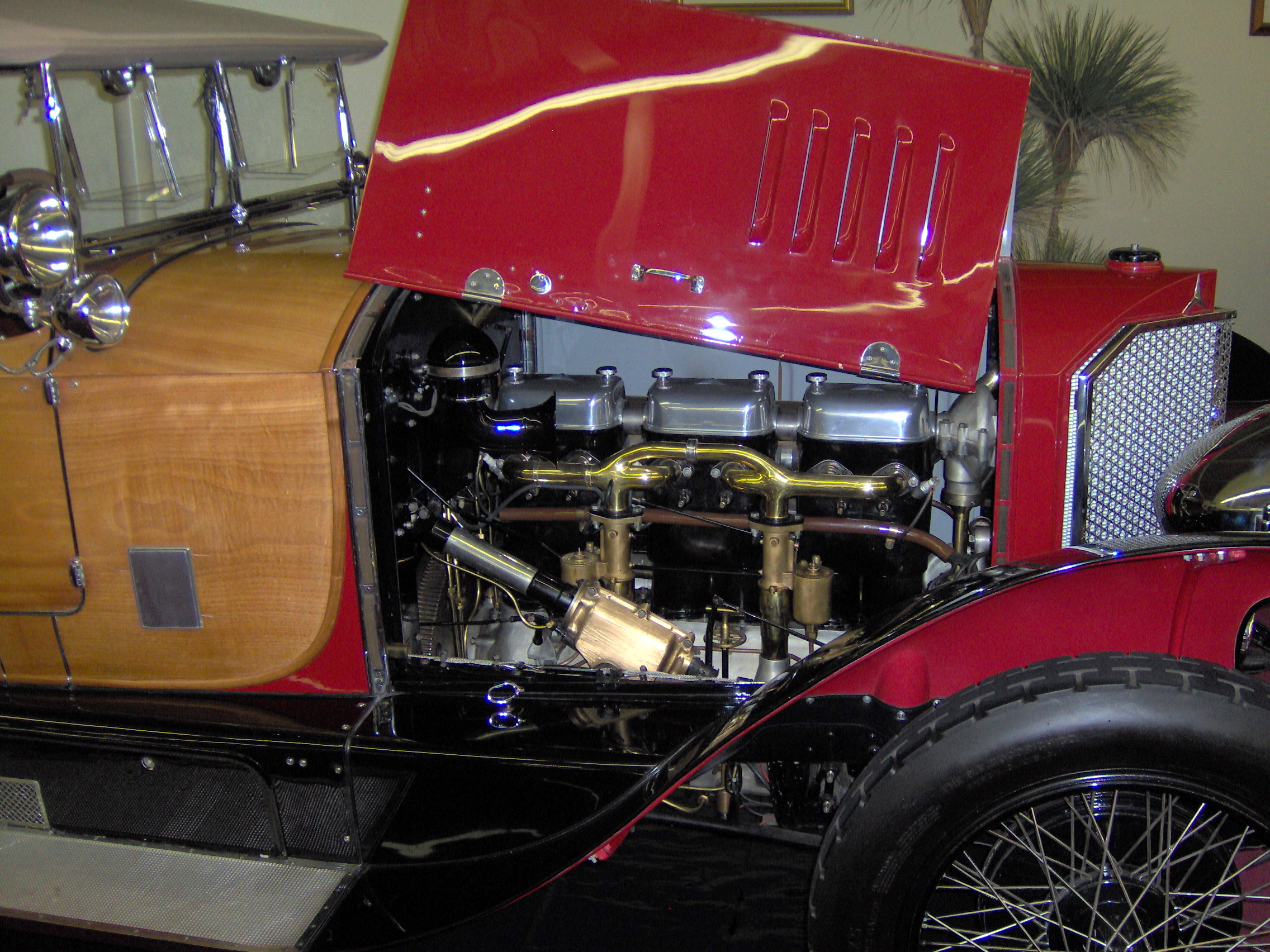
Efterkrigsmotor med pargjutna cylindrar.

| Modell   | Motor               | Cylindervolym | Effekt | Bränslesystem    |
| -------- | ------------------- | ------------- | ------ | ---------------- |
| 28/95 PS | 6-cyl radmotor SOHC | 7280 cm³      | 95 hk  | Dubbla förgasare |